# 郭元裕
郭元裕（1928年5月—），男，江苏张家港人，中国农田水利工程专家，曾任武汉水利电力学院教授、博士生导师。